# Pedro Nunes (pintor)

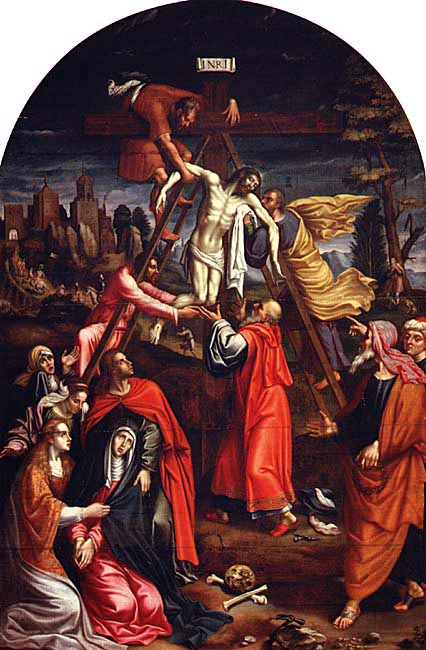
Descida da Cruz, obra-prima de Pedro Nunes na Capela do Esporão da Sé de Évora.

Pedro Nunes (1586-1637) foi um pintor maneirista português. Suas obras foram muito bem consideradas por críticos dos séculos XVII e XVIII, mas seu nome acabou por ser esquecido. No século XX foi redescoberto e revalorizado e actualmente é considerado um dos principais nomes da pintura maneirista em Portugal.

## Biografia
Pedro Nunes nasceu em Évora, filho de Francisco Fernandes Pitães e Isabel Fernandes. Em 1601 entrou como aprendiz na oficina do pintor eborense Manuel Fernandes, na qual estagiou até 1606. Por volta desta data, com a idade de vinte anos, Pedro Nunes viajou a Roma, possivelmente sob patrocínio dos Condes de Vimioso. Em Roma sua presença está bem documentada nos anos de 1613 e 1614, período em que fez parte da Academia de São Lucas, o que lhe permitiu ter contacto com a mais moderna pintura italiana da época. Em 1614, colaborou com Annibale Durante na decoração do Palácio do Quirinal. Também teria colaborado com Giovanni Battista Ricci da Novara num afresco na Igreja de San Marcello al Corso, em Roma. Em 1615, a caminho de Portugal, passou um período em Barcelona, onde realizou algumas obras para a Capela Grande da Municipalidade (Deputaciò).
De volta a Évora, Nunes passou a ser parte do ambiente mais culto da cidade. Seu círculo de relações incluiu várias figuras da elite local como os Condes de Vimioso, o 2º Conde de Basto, D. Diogo de Castro, o arcebispo de Évora, D. José de Melo e o erudito Manuel Severim de Faria.
Em 1618 casou-se com Mariana Varela, filha de seu primeiro mestre, Manuel Fernandes. Nos dezanove anos de casados tiveram nove filhos, três dos quais foram também pintores: Francisco Nunes Varela, Lourenço Nunes Varela e Josefa Maria dos Anjos. Destes, Francisco foi o mais importante e estendeu a influência de Pedro Nunes na seguinte geração de pintores eborenses.

## Obra
Além das obras realizadas no estrangeiro e alguma possível colaboração com o sogro no regresso a Évora, a primeira empreitada importante de Pedro Nunes foi o retábulo-mor do Convento dos Remédios, realizado entre 1618 e 1620 a pedido do arcebispo D. José de Melo. Apesar de que esse políptico foi removido do seu lugar original, seis tábuas sobreviveram no próprio Convento e no Museu de Évora, representando a Nossa Senhora dos Remédios (antigo painel central do políptico, hoje na nave da Igreja dos Remédios), Apresentação da Virgem no Templo, Anunciação, Visitação, Apresentação do Menino no Templo e Adoração dos Pastores. A composição e algumas figuras dos painéis inspiram-se em gravuras baseadas em obras de artistas italianos como Ticiano, Pellegrino Tibaldi, Federico Barocci e Annibale Carracci. Da mesma época data um tríptico no refeitório do Convento de Santa Helena do Monte Calvário, em Évora, ainda em seu lugar originário mas prejudicado por repintes posteriores. Os temas das telas são Santa Clara, São Francisco de Assis e uma Última Ceia, este inspirado por uma obra de Ticiano do Escorial.
Em 1620 realizou sua obra-prima, a Descida da Cruz para a Capela do Esporão da Sé de Évora, encomendada por D. Manuel de Vasconcelos, 6º morgado do Esporão e conselheiro do rei D. Filipe III. Segundo Vítor Serrão, a apurada composição, a qualidade do desenho e o colorido deste painel o torna uma obra-prima do maneirismo português e peninsular, revelando sua formação na Itália da época, em que a linguagem pictórica maneirista passava por uma renovação.
Entre 1620 e 1625 realizou um painel que actualmente está na Capela de Santo Alberto no Convento do Carmo de Évora. Esta obra, que representa Nossa Senhora do Carmo e São Simão Stock convertendo um Cavaleiro Iconoclasta, tem evidentes semelhanças estilísticas com a obra da Sé de Évora.
A partir dos anos 1630, observa-se uma caída na qualidade da produção de Pedro Nunes, em parte pela atuação da oficina reunida ao redor do mestre, que contou provavelmente com a participação do seu filho, Francisco. Nessa etapa derradeira da sua carreira, algumas obras de Nunes mostram influência do tenebrismo barroco.